# Карась Анатолій Андрійович
Карась Анатолій Андрійович (3 січня 1940, с. Воронцово, Московська область, РРФСР — 19 квітня 2017, Київ, Україна) — радянський, український сценарист, редактор, режисер. Заслужений працівник культури УРСР (1981). Лауреат Державної премії України ім. Т. Г. Шевченка (1993).

## Біографія
Народився 1940 р. у с. Воронцово Московської обл. в робітничій родині.
Закінчив факультет журналістики Київського державного університету ім. Т. Г. Шевченка (1971).
Працював у газеті «Вечірній Київ», редактором «Укркінохроніки», головним редактором цієї студії, режисером документального кіно.
Автор і режисер понад десяти короткометражних і повнометражних документальних фільмів.
У 2001 році отримав III премію літературного конкурсу «Коронація слова» за кіносценарій «Медаліст».
Член Національної спілки кінематографістів України.

## Фільмографія
Вів стрічки: «Майбутнє починається сьогодні» (1974), «Стратегія якості» (1976), «Слово про п'ятирічку», «Командарми індустрії» (1980), «Не чіпай мене» (1981), «Чорнобиль — Хроніка важких тижнів» (1986, у співавт.) тощо.
Автор сценаріїв кінокартин:
- «Йде робітничий патруль» (1973),
- «Про дружбу співа Україна» (1974),
- «Марко Черемшина» (1975),
- «Дід Іван з села Річка» (1978),
- «Мир і творення» (1981, у співавт. з В. Кузнецовим),
- «Ранок республіки» (1983, у співавт.; реж. А. Федоров),
- «Страйк» (1990, співавт. сцен, і співреж. з В. Шкуриним),
- «Випад» (1992, фільм 2-й),
- «…І що є в нас душа»,
- «Сьомий президент» (1992),
- «Гостювали гості у тітки Марії» (1993),
- «Повернута самостійність. Фільм 108» в документальному циклі «Невідома Україна. Нариси нашої історії» (1993),
- «Україна: досвітні вогні» (1994),
- «Любіть Україну» (1996) та ін.